# Jan Baxant

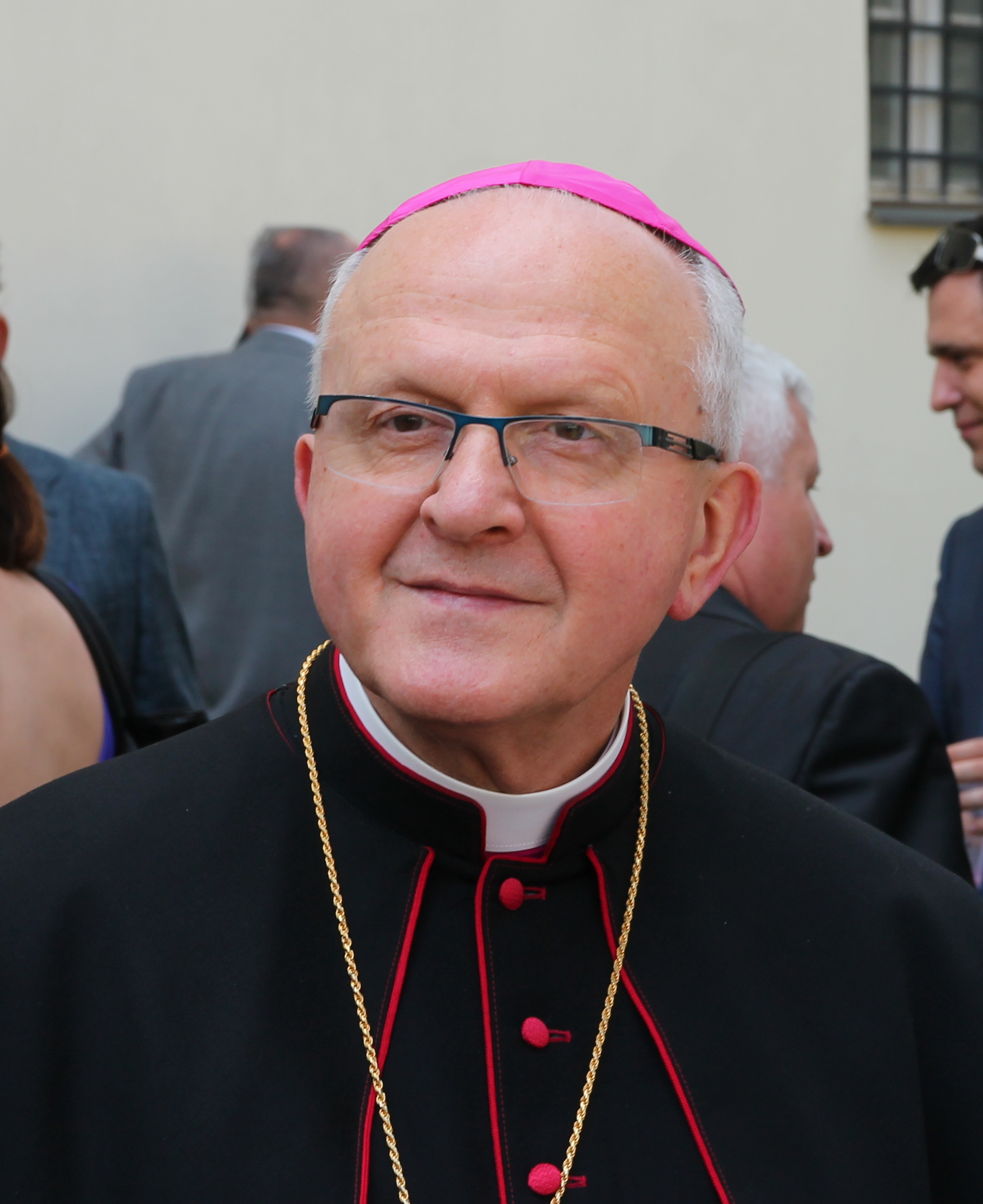
Bischof Jan Baxant (2018)

Bischofswappen von Jan Baxant

Jan Baxant (* 8. Oktober 1948 in Karlsbad, Tschechoslowakei) ist ein tschechischer Geistlicher und emeritierter römisch-katholischer Bischof von Leitmeritz.

## Leben
Jan Baxant besuchte zunächst die Fachschule für Vermessungswesen in Prag und studierte anschließend Philosophie und Theologie an der Theologischen Fakultät der heiligen Cyrill und Methodius in Litoměřice. Am 23. Juni 1973 empfing er in Prag durch den Prager Erzbischof František Tomášek die Priesterweihe. Er war in der Seelsorge im Erzbistum Prag tätig, unter anderem wirkte er als Regens des Prager Priesterseminars und ab Anfang 2003 als Generalvikar der Diözese Budweis.
Papst Benedikt XVI. ernannte ihn am 4. Oktober 2008 als Nachfolger von Pavel Posád zum Bischof von Leitmeritz. Die Bischofsweihe empfing er am 22. November 2008 vom Prager Erzbischof, Miloslav Kardinal Vlk. Mitkonsekratoren waren der Budweiser Bischof Jiří Paďour und der Apostolische Nuntius in Tschechien, Erzbischof Diego Causero. Baxant war der 20. Bischof der 1655 errichteten Diözese Leitmeritz.
Papst Franziskus nahm am 23. Dezember 2023 seinen altersbedingten Rücktritt an.
Er spricht Deutsch, Französisch, Italienisch und Russisch.